# Jean-Baptiste Rebuffel
Pour les personnes ayant le même patronyme, voir Rebuffel.
Jean-Baptiste Rebuffel, né à La Terrasse (Isère) le 10 juin 1738, mort à Paris le 5 avril 1804, est un inspecteur des transports militaires, entrepreneur et homme d'affaires français.
Négociant à Marseille, il y participe à la fondation et à la direction du grand théâtre de la ville. Devenu directeur général des droits-réunis à Marseille à la fin de l'Ancien Régime, il est accusé d'enrichissement au détriment du peuple, et est la première cible de la fureur de la foule marseillaise en 1789 peu avant la Révolution française.
Rebuffel s'installe alors à Paris où il est entrepreneur. Emprisonné sous la Terreur, il devient inspecteur général des transports militaires sous le Directoire, puis redevient négociant et entrepreneur sous le Premier Empire.
Il est par ailleurs connu pour sa parenté avec Stendhal qui l'admire et parle de lui dans ses œuvres.

## Biographie
Né à La Terrasse près de Grenoble en 1738, Jean-Baptiste Rebuffel est le fils d'André Rebuffel et de Thérèse Daru, sœur aînée de Noël Daru et tante de Pierre Daru,,.

### Secrétaire à l'intendance puis négociant
Jean-Baptiste Rebuffel suit son oncle Noël Daru à Montpellier et y est secrétaire à l'Intendance du Languedoc, au moins de 1763 à 1767. Il est en 1767 le parrain de Marie-Anne Daru, qui devient plus tard Madame Cambon, femme du ministre Pierre Joseph Cambon.
Rebuffel quitte l'intendance du Languedoc pour se fixer à Marseille en 1776, il y devient négociant. Son alliance avec la famille Hugues en 1779 l'introduit dans le haut négoce marseillais.

### Fondateur du théâtre de Marseille

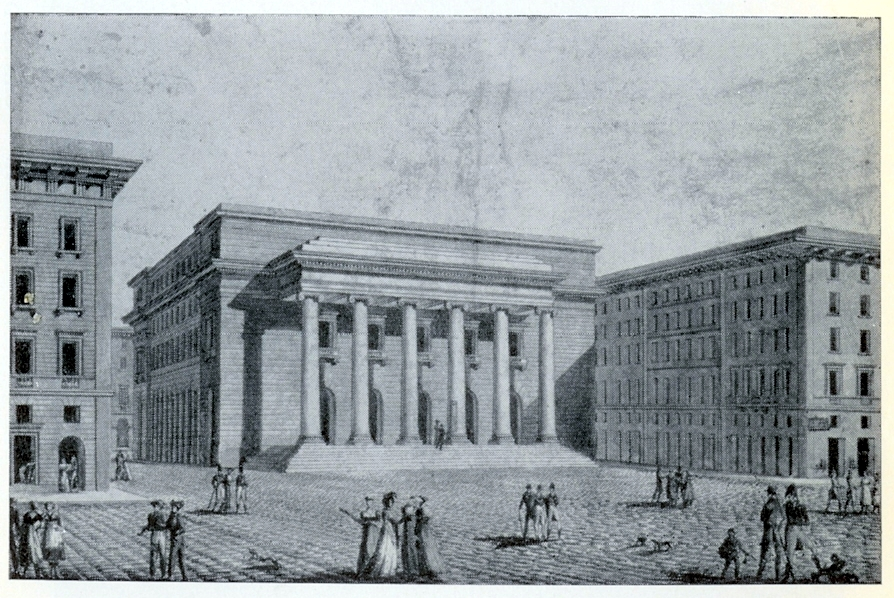
Le « grand théâtre » de Marseille, fondé par Rebuffel.

En 1785-1787, Jean-Baptiste Rebuffel est l'un des principaux fondateurs du nouveau théâtre de Marseille, alors appelé « grand théâtre », dont subsistent la colonnade et le péristyle de l'actuel opéra municipal de Marseille. Il en est l'un des quatre dirigeants.
Il se remarie en 1788 avec une demoiselle Paul, de la famille des courtiers royaux, et devient ensuite officier des fermes.

### Cible des émeutiers
Directeur général des droits-réunis, Jean-Baptiste Rebuffel est vivement pris à partie lors des assemblées municipales à Marseille en mars 1789. Étienne Martin Chompré lui reproche sa fortune rapide, sa qualité d'étranger à la ville, ses nombreuses affaires, son despotisme sur la municipalité, et conclut en s'écriant que « l'homme doit être rejeté ».
Quelques jours après, une rumeur se répand à propos des prix de la ferme des boucheries, accusant Rebuffel de malversation à son profit ; le 23 mars 1789, une émeute se produit contre lui. Prévenu à temps, Rebuffel s'enfuit déguisé. Les émeutiers commencent à s'en prendre à sa maison mais sont calmés par la municipalité qui promet une viande moins chère. Le lendemain, les émeutiers reviennent et attaquent une deuxième fois la maison Rebuffel ; cette fois, ils la pillent et la dévastent presque complètement,, puis s'en prennent à d'autres maisons et magasins. La municipalité promet alors la suppression des fermes.

### Sous la Révolution et l'Empire
Jean-Baptiste Rebuffel s'installe à Paris et y entreprend de nouvelles affaires. Arrêté et emprisonné sous la Terreur, il est libéré quelques semaines après le 9 Thermidor. Il passe alors au service de la guerre et devient inspecteur général des transports militaires sous le Directoire. Il aurait obtenu la concession de tous les transports militaires dans l'intérieur de la République, de décembre 1799 à septembre 1800. Il crée ensuite une affaire de commission et de roulage,.

### Rebuffel et Stendhal
C'est à Paris en 1799 que son jeune cousin Henri Beyle (le futur écrivain Stendhal) fait sa connaissance. Stendhal parle de Rebuffel en termes élogieux et reconnaissants dans sa Vie de Henry Brulard, dans sa Correspondance, et dans son Journal. Il qualifie notamment M. Rebuffel de « négociant du premier mérite et homme à caractère », « excellent Rebuffel, homme de cœur et d'esprit, homme à jamais respectable à mes yeux » ; il évoque son « âme chaude » et aurait aimé être recommandé à lui plutôt qu'aux Daru,. Stendhal évoque souvent aussi la femme de Rebuffel, qu'il a fort bien connue, et leur fille Adèle, qu'il a courtisée ; il en parle, en leur donnant des noms d'emprunt, dans son Journal, dans sa Correspondance et dans sa Vie de Henry Brulard,.
Jean-Baptiste Rebuffel meurt le 5 avril 1804. Stendhal écrit dans son Journal : « Cet excellent homme est tombé malade le lundi de Pâques et a succombé trois jours après ». Henri Beyle qui veut présenter ses condoléances à Madame Rebuffel et à sa fille Adèle est choqué par leur gaieté.

### Vie familiale
Rebuffel est par sa mère le cousin germain de Pierre Daru, ainsi que l'oncle de Madame Cambon et d'Henri Beyle (l'écrivain Stendhal). Jean-Baptiste Rebuffel épouse en premières noces en 1779 à Marseille Marguerite Hugues, fille de François Hugues et de Jeanne Félix.
Il épouse en secondes noces en 1788 Magdeleine Paul, fille de Lazare Paul et de Thérèse Caillol, de la famille des Paul courtiers royaux à Marseille. Stendhal la dit « excellente et jolie ». Les Rebuffel ont une fille :
- Adèle Rebuffel, sujet d'amourettes avec son cousin Henri Beyle (Stendhal). Elle épouse en 1808 Alexandre Petiet et est la mère du général Napoléon-Félix Petiet et de l'ingénieur Jules-Alexandre Petiet.